# Kabinett Motzfeldt III
Das Kabinett Motzfeldt III war die dritte Regierung Grönlands. Sie wurde nach der Wahl 1984 zum Inatsisartut gebildet.

## Entstehung
Nur ein Jahr nach der Inatsisartut-Wahl 1983 versagte Aqqaluk Lynge im März 1984 als Parteivorsitzender der Inuit Ataqatigiit der Siumut die Unterstützung aufgrund politischer Differenzen in Fischereiangelegenheiten mit der Europäischen Gemeinschaft. Wie ein Jahr zuvor erlangten Siumut und Atassut bei der Wahl im Juni wieder die gleiche Anzahl an Sitzen, aber je einen weniger als 1983, während die IA nun drei Sitze innehatte. Dieses Mal war es im Gegensatz zum Vorjahr wieder die Siumut, die die meisten Stimmen auf sich beziehen konnte. Alle drei Koalitionsmöglichkeiten konnten eine Mehrheit erreichen und von der Inuit Ataqatigiit wurde auch eine konservativ-linke Koalition mit der Atassut nicht ausgeschlossen. Am 17. Juni gab Jonathan Motzfeldt bekannt, dass alle bisherigen Minister der Siumut im Amt verbleiben und zwei neue Ministerien an die Inuit Ataqatigiit gehen werden. Es wurde ein aus zehn Punkten bestehendes Koalitionsabkommen bekanntgegeben.

## Kabinett
| Minister                            | Ministerium                     | Anmerkung            |
| ----------------------------------- | ------------------------------- | -------------------- |
| Jonathan Motzfeldt (Siumut)         | Premierminister                 |                      |
| Stephen Heilmann (Siumut)           | Kirche, Kultur und Bildung      |                      |
| Lars Emil Johansen (Siumut)         | Fischerei, Handel und Industrie | bis 10. Februar 1986 |
| Aqqaluk Lynge (Inuit Ataqatigiit)   | Soziales und Wohnungswesen      |                      |
| Josef Motzfeldt (Inuit Ataqatigiit) | Berufsbildung                   |                      |
| Hendrik Nielsen (Siumut)            | Dörfer und Außendistrikte       |                      |
| Moses Olsen (Siumut)                | Wirtschaft                      | bis 10. Februar 1986 |
| Moses Olsen (Siumut)                | Fischerei und Industrie         | ab 10. Februar 1986  |
| Hans Pavia Rosing (Siumut)          | Wirtschaft                      | ab 10. Februar 1986  |